# Joaquín Guillén Navarro
Dámaso Joaquín Guillén Navarro (1899 - 11 de febrero de 1991), natural de Monteagudo del Castillo (Teruel), religioso sacerdote perteneciente a la Congregación de Religiosos Terciarios Capuchinos de Nuestra Señora de los Dolores. Editó varias publicaciones sobre el fundador y su obra.

## Biografía
Nació en la población de Monteagudo del Castillo quedando huérfano de padre a la temprana edad de 8 años, trasladándose con sus abuelos, su madre Agustina y sus hermanos Tomás, Blás, Carmen y otro hermano que falleció infante, a la capital de Teruel, ingresando en el recién creado Colegio de San Nicolás de Bari de Teruel junto con sus hermanos.
Posteriormente continuará sus estudios en el seminario e ingresando en la congregación recién creada. Una vez fue ordenado sacerdote se le encomendó, junto al Rvmo. Padre Fray Ludovico María de Valencia y el Rvdo. Hermano Fray Emilio María Bravo la fundación de la primera casa de la congregación en Italia, siendo por mediación del Excmo. Señor cardenal Genaro Granito Pignatelli de Belmonte quien procuró e intermedió para la fundación y la donación de la casa en la ciudad de Galatone (Italia).
Fue fundador en Italia, Maestro de Novicios, secretario de dirección, consejero y secretario general de la Congregación, procurador en Roma y en múltiples delegaciones y comisiones, Asambleas de la Comisión Católica Española de la Infancia, Consejo Superior de Protección de Menores, etc.

## Obras
Necrologio de la Congregación de Religiosos Terciarios Capuchinos de la Virgen de los Dolores (ed.1954) donde aparece descrito el martirio de fray Bienvenido. Esta obra fue escrita por Joaquín Guillén Navarro y fray Tomás Roca Chust, Ed. S. Católica, Vitoria.
Cartas, circulares y ordenaciones del Excelentísimo y Reverendísimo Padre Luís Amigó y Ferrer, Obispo (ed.1969) recopilación realizada por el Padre Joaquín Guillén Navarro, Imprenta Saez - Madrid, editorial de los Terciarios Capuchinos.
Notas biográficas sobre el Padre Mariano Ramo Latorre (ed.1978), mecanografiado. 114 pp. Joaquín Guillén.